# ديفيد بندلتون
ديفيد بندلتون هو محامي وقاضي ومدرس وسياسي أمريكي، ولد في 2 فبراير 1967 في غلينديل في الولايات المتحدة. نشط حزبياً في Hawaii Republican Party ‏ والحزب الجمهوري. وقد انتخب عضو مجلس النواب في هاواي ‏.